# Edna St. Vincent Millay

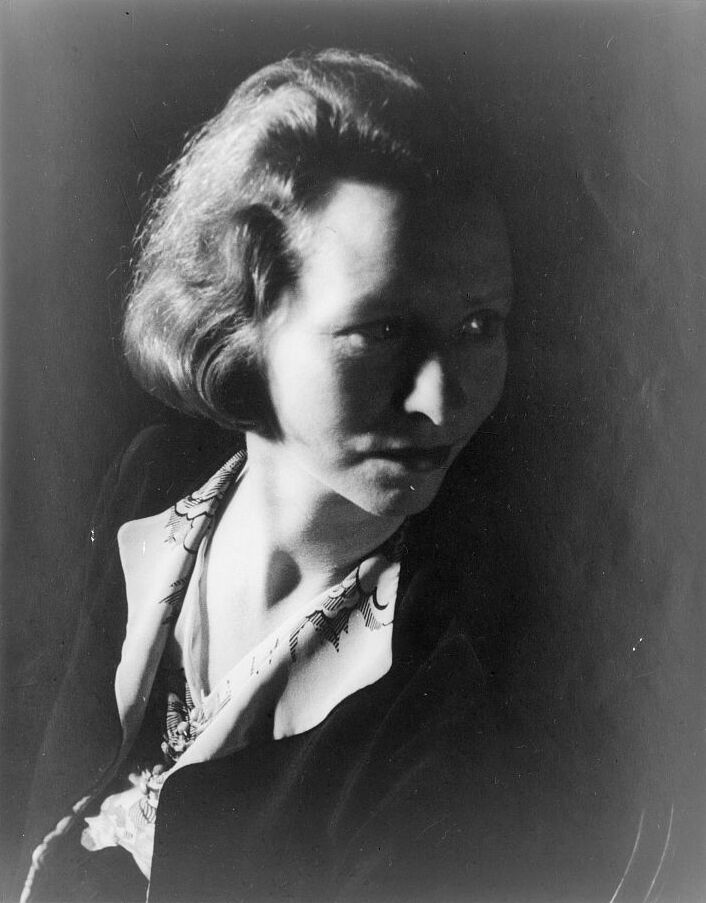
Edna St. Vincent Millay 1933, fotografiert von Carl Van Vechten

Edna St. Vincent Millay (* 22. Februar 1892 in Rockland, Maine, USA; † 19. Oktober 1950 in Austerlitz, New York) war eine amerikanische Lyrikerin und Dramatikerin sowie die dritte Frau, die den Pulitzer-Preis für lyrische Dichtkunst erhielt. Sie war bekannt für ihren unkonventionellen und bohemienhaften Lebensstil. Für ihre frühen Prosa-Werke verwendete sie das Pseudonym Nancy Boyd.
Thomas Hardy sagte einst, dass Amerika zwei große Attraktionen zu bieten habe: die Wolkenkratzer und die Poesie von Edna St. Vincent Millay.

## Leben
St. Vincent Millay wuchs in Armut in Camden, Maine auf. Mit zwanzig Jahren wurde sie durch ihre Lyrik berühmt und war mit dreißig weltweit bekannt. Die Mutmaßungen und Gerüchte aufgrund ihres freizügigen Lebensstils ließen jedoch stets die endgültige Antwort auf die Frage nach dem Subjekt, dem wirklichen Adressaten ihrer Verse, offen.

### Kindheit und Jugend

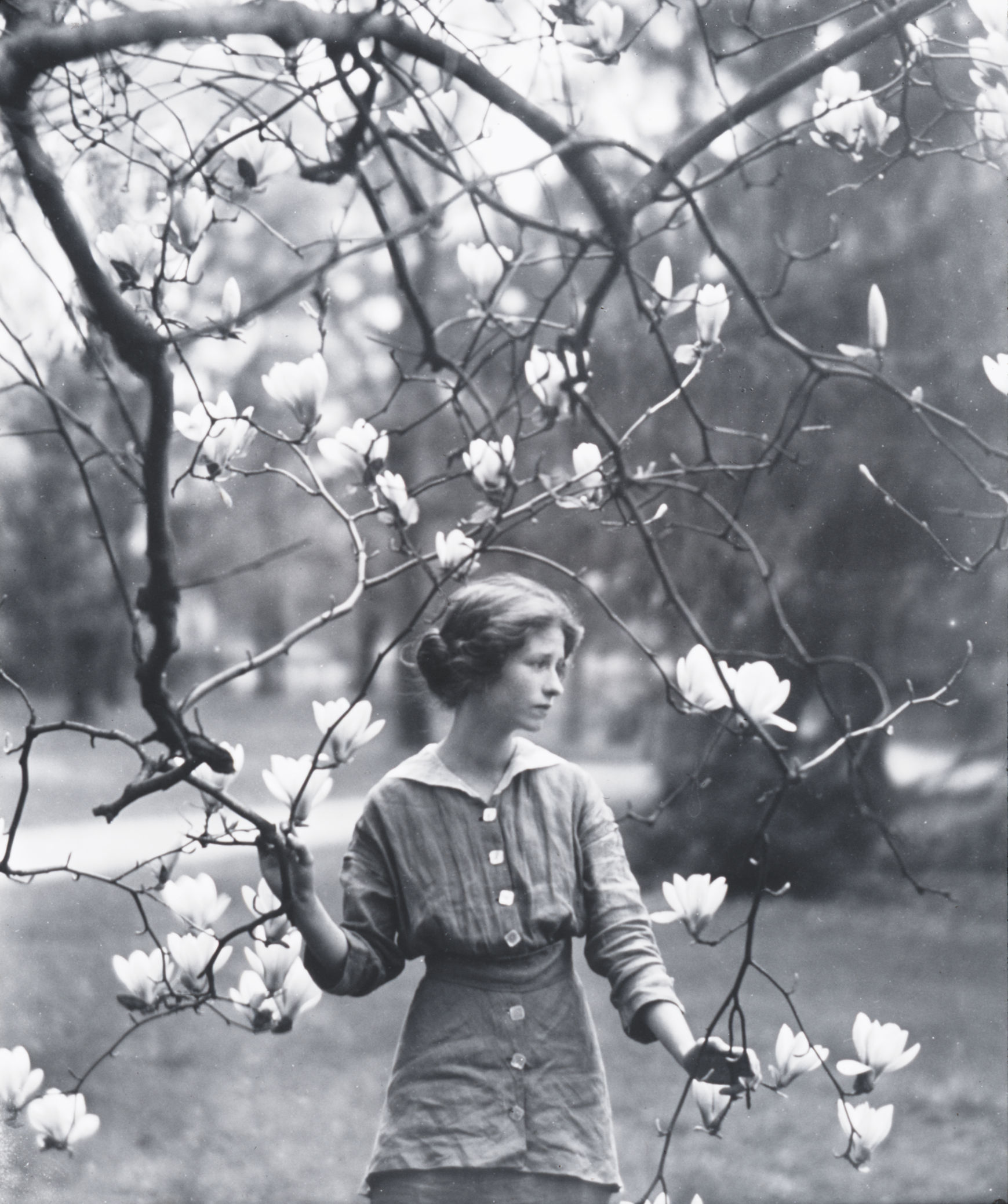
Edna St. Vincent Millay 1914, fotografiert von Arnold Genthe

Millay wurde in Rockland als Tochter von Cora Lounella Buzelle, einer Krankenschwester, und Henry Tolman Millay, einem Lehrer, geboren. Ihr zweiter Vorname wurde von dem Krankenhaus „St. Vincent“ abgeleitet, in dem man ihrem Onkel kurz vor Ednas Geburt das Leben rettete. Edna hatte zwei Schwestern, die 1893 geborene Norma Lounella Millay und die 1896 geborene Kathleen Kalloch Millay.
Im Jahre 1904 ließ sich Ednas Mutter auf Grund seiner finanziellen Verantwortungslosigkeit von ihrem Mann scheiden. Ednas Eltern hatten zuvor bereits einige Jahre getrennt gelebt. In materiellen Nöten zog Cora mit ihren drei Töchtern von Stadt zu Stadt, immer in der Hoffnung auf die Nachsicht und Güte von Freunden und Verwandten.
Obwohl die Familie sehr arm war, reiste Cora niemals ohne ihren mit Büchern gefüllten Koffer. Sie trug stets die Werke William Shakespeares, John Miltons und anderer Klassiker mit sich und las ihren Kindern voller Enthusiasmus und mit irischem Akzent aus diesen Büchern vor.
Nach jahrelanger Odyssee ließ sich die Familie in Camden (Maine) nieder und zog in ein kleines Haus, das im Besitz einer gut situierten Tante Coras war. In diesem bescheidenen Haus, das inmitten von Feldern stand, schrieb Millay ihre ersten Gedichte. Cora lehrte ihre Töchter, unabhängig zu sein und ihre eigenen Gedanken offen auszusprechen.
Millay zog es vor, „Vincent“ und nicht Edna genannt zu werden, denn diesen Namen betrachtete sie als zu gewöhnlich. Der Rektor ihrer Grundschule war entsetzt über diesen für sein Verständnis absurden Einfall und nannte sie nicht Vincent, sondern mit jedem beliebigen weiblichen Vornamen, der mit V. beginnt.
An der Camden Highschool begann Millay, ihre aufkeimenden literarischen Talente auszubauen. Sie arbeitete an der literarischen Schulzeitschrift The Megunticook mit und veröffentlichte im Alter von fünfzehn Jahren schließlich einige ihrer Gedichte in der populären Kinderzeitschrift St. Nicholas, im Camden Herald und – besonders bedeutsam – in der Anthologie Current Literature.
Wirklich bekannt wurde Millay mit ihrem Gedicht „Renascence“ (1912), dessen Publikation und literarische Besonderheit ihr die Zuerkennung eines Stipendiums am Vassar College einbrachte. Nach ihrer Graduierung 1917 zog sie nach New York City.

### Karriere als Poetin
In New York lebte sie in Greenwich Village. Zu dieser Zeit erlangte Millay erste große Beliebtheit in Amerika. 1923 bekam sie für ihre Gedichtbände The Harp-Weaver und Other Poems den Pulitzer-Preis. 1929 wurde sie in die American Academy of Arts and Letters gewählt.
Die Arbeiten und Werke, die sie zur Unterstützung der Kriegsanstrengungen der Alliierten und vor allem Amerikas während des Zweiten Weltkrieges verfasste, beschädigten zeitweise ihren Ruf. Sie nahm an mehreren öffentlichen Foren teil, welche die Forcierung der US-Bereitschaft zur Beteiligung am Zweiten Weltkrieg zum Inhalt hatten. Merle Rubin bemerkte dazu: “She seems to have caught more flak from the literary critics for supporting democracy than Ezra Pound did for championing fascism.”
1943 wurde Millay mit der Frost Medal (Preis der Amerikanischen Gesellschaft für Dichtung) für ihr Lebenswerk ausgezeichnet. Sie war die sechste Person und die zweite Frau, der diese Ehre zuteilwurde.

### Ehe, Beziehungen und Persönliches
Millay war bisexuell und hatte schon zu ihrer Zeit im Vassar College verschiedenste Beziehungen mit anderen Studentinnen. Im Januar 1921 ging sie nach Paris, wo sie die Bildhauerin Thelma Ellen Wood traf, mit der sie fortan eine romantische Beziehung verband. Während ihrer Jahre in Greenwich Village und Paris hatte sie auch viele Verbindungen mit Männern, unter anderem  mit dem Literaturkritiker Edmund Wilson, der ihr 1920 erfolglos einen Heiratsantrag machte.
1923 heiratete sie Eugene Jan Boissevain, den damals 43-jährigen Witwer der Arbeitsrechtsanwältin und Kriegskorrespondentin Inez Milholland. Dem Andenken dieser Frau widmete Millay ein Sonett. Boissevain unterstützte Millays Karriere außerordentlich, insbesondere auch dadurch, dass vorrangig er sich um den Haushalt kümmerte. Das Paar lebte in der Nähe von Austerlitz (New York) auf einer Farm namens Steepletop, die sie im Jahre 1925 gemeinsam kauften.
Die Ehe von Millay mit Boissevain hatte einen sehr offenen Charakter, einschließlich der tolerierten Existenz von Geliebten auf beiden Seiten. Die bedeutendste andere Beziehung von Millay war während dieser Zeit die mit dem Dichter George Dillon, dem sie viele ihrer Sonette widmete. Millay arbeitete zusammen mit Dillon an Flowers of Evil, der Übersetzung von Charles Baudelaires Gedichtband Les Fleurs du Mal. Boissevain starb 1949 an Lungenkrebs.
Millay wurde am 19. Oktober 1950 tot am Fuß der Treppe ihres Hauses gefunden; dem Anschein nach hatte sie sich bei einem Sturz das Genick gebrochen.

## Steepletop heute
Im Jahre 2006 kaufte der Bundesstaat New York für 1,69 Millionen US-Dollar 230 Hektar der Steepletop-Ländereien. Das Land soll einem nahegelegenen Naturschutzgebiet angegliedert werden. Der Erlös aus dem Verkauf der Ländereien wird verwendet, um das Haus und das unmittelbar angrenzende Gelände (Steepletop) anhand der ursprünglichen Pläne wiederherzustellen und in ein Museum umzuwandeln. Teile von Steeplewood – einschließlich eines Poeten-Pfades, der zu Millays Grabstätte führt – sind bereits der Öffentlichkeit zugänglich.

## Ausgewählte Werke

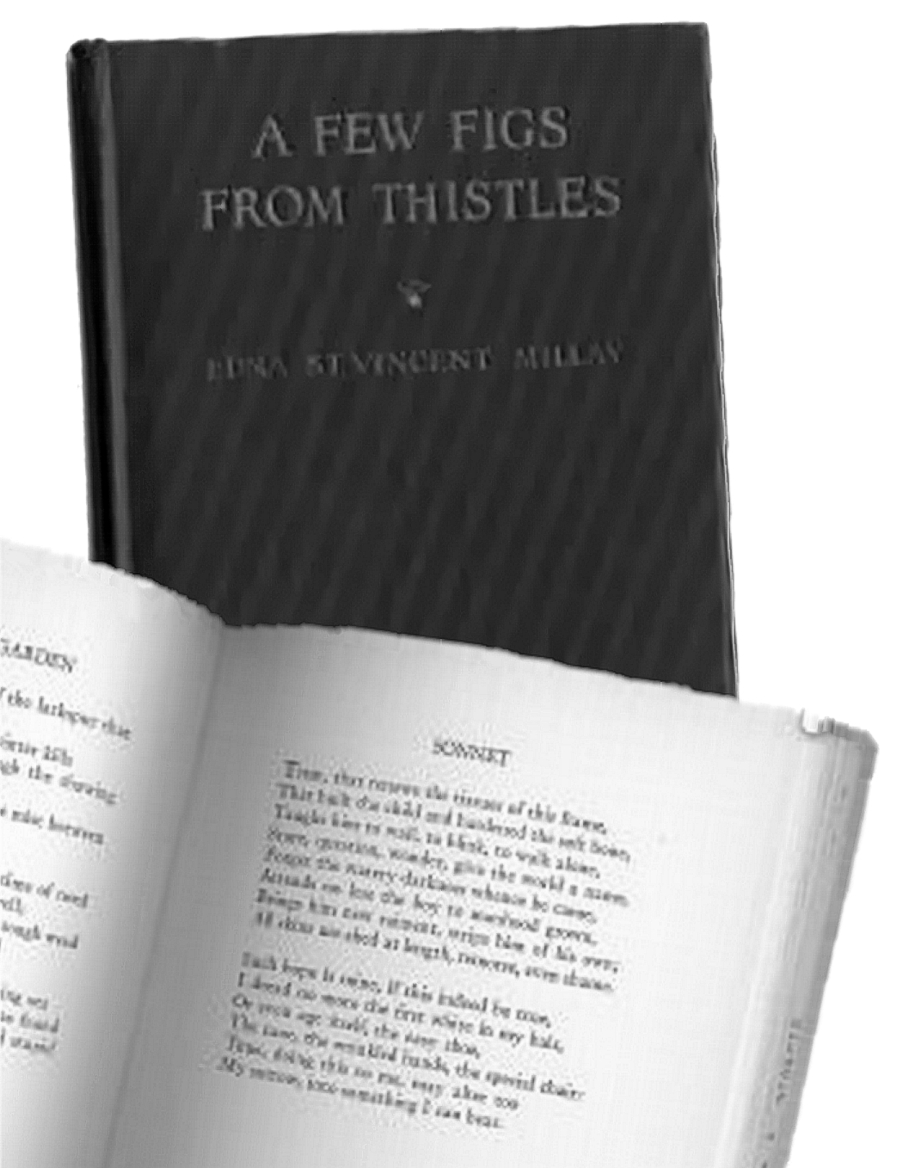
Werke

### Ihr wohl bekanntestes Gedicht
- verfasst im Jahre 1920:
First Fig
My candle burns at both ends;
It will not last the night;
But ah, my foes, and oh, my friends--
It gives a lovely light!
Erste Feige
Meine Kerze brennt an beiden Enden;
Sie dauert nicht die Nacht;
Aber ah, meine Feinde und oh, meine Freunde --
ein schönes Licht sie macht!

### Ihr kürzester Vers
Second Fig
Safe upon the solid rock the ugly houses stand:
Come and see my shining palace built upon the sand!

### Weitere Gedichte
- Mathematiker empfinden ihr Gedicht „Euclid Alone Has Looked on Beauty Bare“ (1923) als einen Ausdruck der Huldigung und einen Lobgesang auf die komplexe Schönheit der Mathematik – aber auch als eine Hommage an Euklid.

- Viele betrachten jedoch „Renascence“[2] und „The Ballad Of The Harp-Weaver“[3] als Millays hervorragendste Werke.

## Millay in anderen, späteren Werken; Übersetzungsversuche ins Deutsche
Europa habe „…seit einem Menschenalter eine solche Sammlung von Meisterwerken nicht mehr erlebt…“. Dies bekundete Ende 1933 Rudolf Borchardt (1877–1945) nach der Lektüre von Gedichten Edna St. Vincent Millays. Was sich in den nachfolgenden Jahren vollzieht, nimmt nicht nur in Borchardts Werkgeschichte eine Sonderstellung ein, sondern bedeutet auch für die schöpferische Rezeption amerikanischer Poesie in deutscher Sprache eine Besonderheit höchsten Ranges. Borchardt war, für ihn im Grunde vollkommen untypisch, voller Begeisterung angesichts der Dichterin bzw. ihres Werkes, das er zu übersetzen suchte, obwohl er die Dichtungen Millays letztlich für „unübersetzbar“ hielt.
Neben Borchardt, der insgesamt fünfzig Gedichte Millays, überwiegend aus „Wine from these Grapes“ (1935) übertragen hat, widmete sich Günter Plessow vor allem den Sonetten in seiner Übertragung, die 2008 unter dem Titel „Love is not all“ veröffentlicht worden ist. Darüber hinaus finden sich acht Gedichte aus „Second April“ (1923) in der Übertragung von Klaus Bonn auf der literarischen Plattform „salon littéraire“ vor, die von Christiane Zintzen betrieben wird.
Erwähnung findet Millay auch in John Greens Roman Eine wie Alaska, als Vorbild der Hauptperson, sowie in Ray Bradburys Dystopie Fahrenheit 451, als eins der Beispiele für vom Protagonisten verbrannte Bücher.